# Кобаяси, Дайго
Дайго Кобаяси (яп. 小林 大悟 Кобаяси Дайго, род. 19 февраля 1983, Фудзи, Сидзуока) — японский футболист.

## Клубная карьера
Начал свою профессиональную карьеру в «Токио Верди», где выиграл Кубок Императора 2004 и Суперкубок Японии 2005.
В 2006 году подписал контракт с «Омия Ардия».
В феврале 2009 года был взят в аренду норвежским клубом «Стабек» на один год после просмотра на Кубке Ла-Манги. Дебютировал за «Стабек» в Суперкубке Норвегии 2009, состоявшемся 8 марта, в котором чемпион страны обыграл обладателя национального кубка «Волеренгу» со счётом 3:1.
В начале 2010 года перешёл по свободному трансферу в греческий «Ираклис», подписав контракт на 18 месяцев.
Летом 2011 года вернулся в Японию, присоединившись к «Симидзу С-Палс».
28 января 2013 года подписал контракт с клубом MLS «Ванкувер Уайткэпс». Дебютировал за «Уайткэпс» 2 марта в матче стартового тура сезона 2013 против другого канадского клуба «Торонто», отметившись голевой передачей. 9 марта в матче против «Коламбус Крю» забил свой первый гол в североамериканской лиге. После завершения сезона 2013 контракт с японским полузащитником не был продлён, но права на него в MLS остались у «Уайткэпс» и перед началом сезона 2014 он участвовал в тренировочном сборе клуба.
26 февраля 2014 года был обменян в «Нью-Инглэнд Революшн» на пик четвёртого раунда Супердрафта MLS 2016. Дебютировал за «Ревс» 9 марта в матче стартового тура сезона 2014 против «Хьюстон Динамо». 6 марта 2016 года в матче стартового тура сезона 2016 против «Хьюстона» забил свой первый гол за «Революшн». По окончании сезона 2017 контракт игрока с клубом истёк.
Перед началом сезона 2018 присоединился к новообразованному клубу USL «Лас-Вегас Лайтс». 18 марта в инаугуральном матче клуба в лиге, против «Фресно», ассистировал первому голу в его истории. 26 мая в матче против «Лос-Анджелес Гэлакси II» забил свои первые голы за «Лайтс», оформив дубль.
21 января 2019 года подписал контракт с новообразованным клубом Чемпионшипа ЮСЛ «Бирмингем Легион». 10 марта в первом матче в истории клуба, против «Бетлехем Стил», вышел в стартовом составе. 24 марта 2021 года перезаключил контракт с клубом. По окончании сезона 2021 его контракт с «Бирмингем Легион» истёк.

## Национальная сборная
В 2006 году сыграл за национальную сборную Японии один матч. Также участвовал в чемпионате мира среди молодёжных команд 2003 года.

### Статистика за сборную
| Сборная Японии | Сборная Японии | Сборная Японии |
| Год            | Матчи          | Голы           |
| -------------- | -------------- | -------------- |
| 2006           | 1              | 0              |
| Итого          | 1              | 0              |

## Достижения
- Кубок Императора: 2004
- Суперкубок Японии: 2005
- Суперкубок Норвегии: 2009